# نادي شنجن
نادي شنجن هو نادي كرة قدم صيني من مدينة شنجن يلعب في الدوري الصيني الممتاز،تأسس النادي في 1994.